# Zadnji univerzalni zajednički predak
Zadnji univerzalni zajednički predak (engl.  - LUCA), ili zadnji univerzalni predak (engl.  - LUA), ili (nekorektno) progenot, najskorija je populacija organizama iz koje svi organizmi koji žive na Zemlji vode zajedničko poreklo. LUCA је najbliži zajednički predak svih sadašnjih životnih formi na Zemlji. Ne bi trebalo podrazumevati da je LUCA bio prvi živi organizam na Zemlji. Procenjuje se da je LUCA živeo pre između 3,5 do 3,8 milijardi godina (tokom paleoarhejske ere). Kompozicija LUCA pripadnika nije direktno dostupna kao fosil, ali se može studirati putem poređenja genoma njegovoh potomaka, organizama koji žive u današnje vreme. Na taj način je jedna studija iz 2016. godine identifikovala set od 355 gena za koje se smatra da su bili prisutni u vrsti LUCA. Iz toga sledi da je to bio već složen životni oblik s mnogim koadaptiranim svojstvima uključujući mehanizme transkripcije i translacije za konvertovanje informacije između DNK, RNK, i proteina. Neki od tih gena, su međutim mogli da budu stečeni kasnije putem horizontalnog transfera gena između arheja i bakterija.
Najranija evidencija života na Zemlji je biogeni grafit nađen u 3,7 milijardi godina starim metamorfoznim sedimentarnim stenama otkrivenim u zapadnom Grinlandu i fosili mikrobiološkog pokrivača nađeni u 3,48 milijardi godina starom peščaru otkrivenom u Zapadnoj Australiji. Jedna studija iz 2015. godine je locirala potencijalno biogeni ugljenik od pre 4,1 milijarde godina u drevnim stenama u Zapadnoj Australiji, ali bi takvi nalazi ukazivali na postojanje različitih uslova na Zemlji tokom tog perioda od onih koji su generalno pretpostavljeni u današnje vreme, što bi ukazivalo na ranije poreklo života. Godine 2017. je objavljen opis putativnih fosilizovanih mikroorganizama koji su bar 3,77 milijardi godina stari, i koji su nađeni u feruginoznim sedimentnim stenama u Kvebeku u Kanadi.
Čarls Darvin je predložio teoriju univerzalnog zajedničkog porekla putem evolucionog procesa u svojoj knjizi О пореклу врста 1859. godine, pišući „Stoga bi trebalo da zaključim iz analogije da su verovatno sva organska bića koja su ikada živela na ovoj zemlji potekla iz nekog prvobitnog oblika, u kome je život prvi put udahnut.”

## Napomene
1. ↑  Postoji široko zastupljena zabluda da su definicije LUCA i progenota iste; međutim, progenot se definiše kao organizam koji je „još uvek u procesu evoluiranja odnosa između genotipa i fenotipa”, i samo se hipotetiše da je LUCA progenot.
Gogarten, Johann Peter; Deamer, David (25. 11. 2016). „Is LUCA a thermophilic progenote?”. Nature Microbiology. 1: 16229. doi:10.1038/nmicrobiol.2016.229.